# OMON

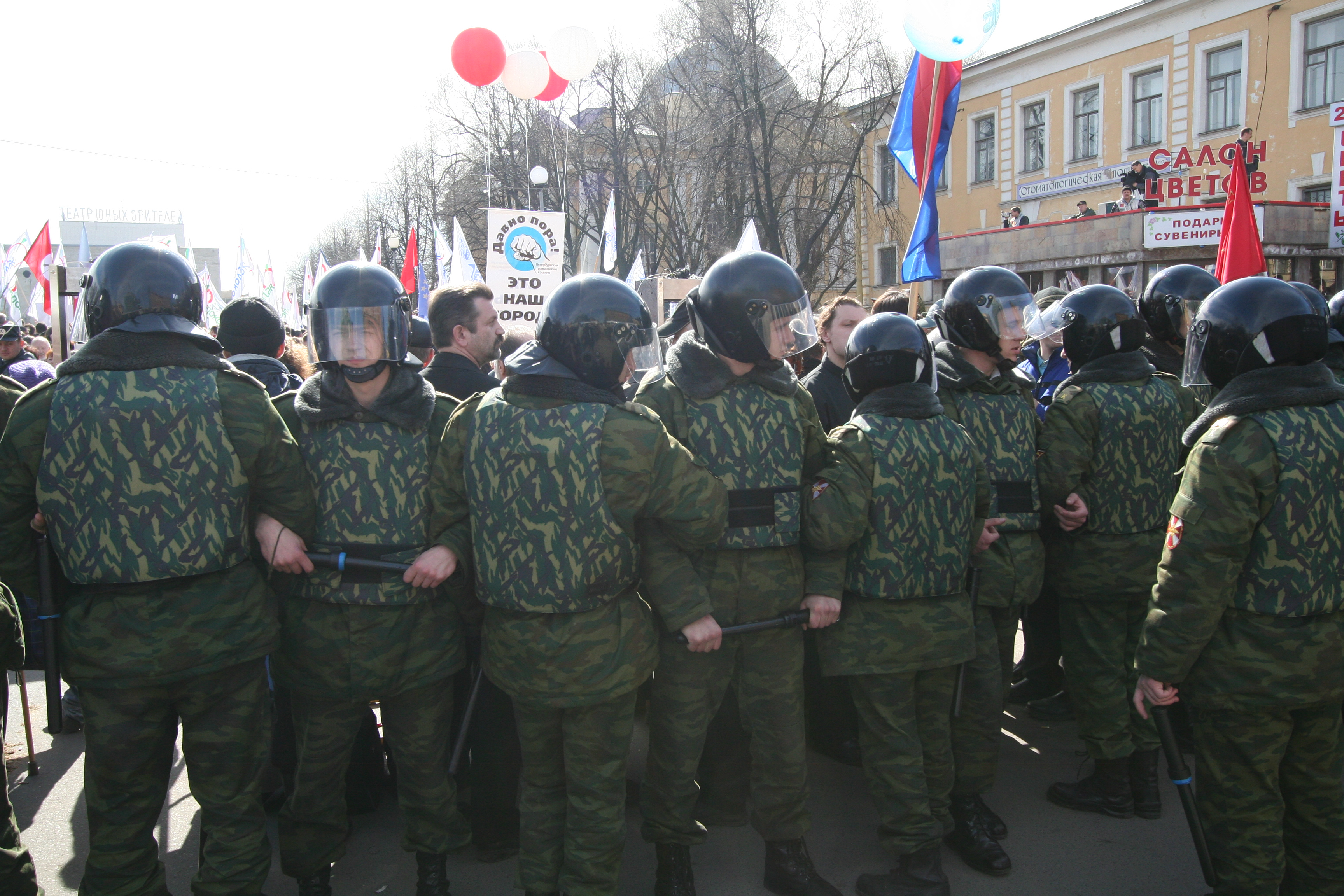
OMON-soldater med kravall-utrustning när man slog ner en oppositionsdemonstration den 15 april 2007.

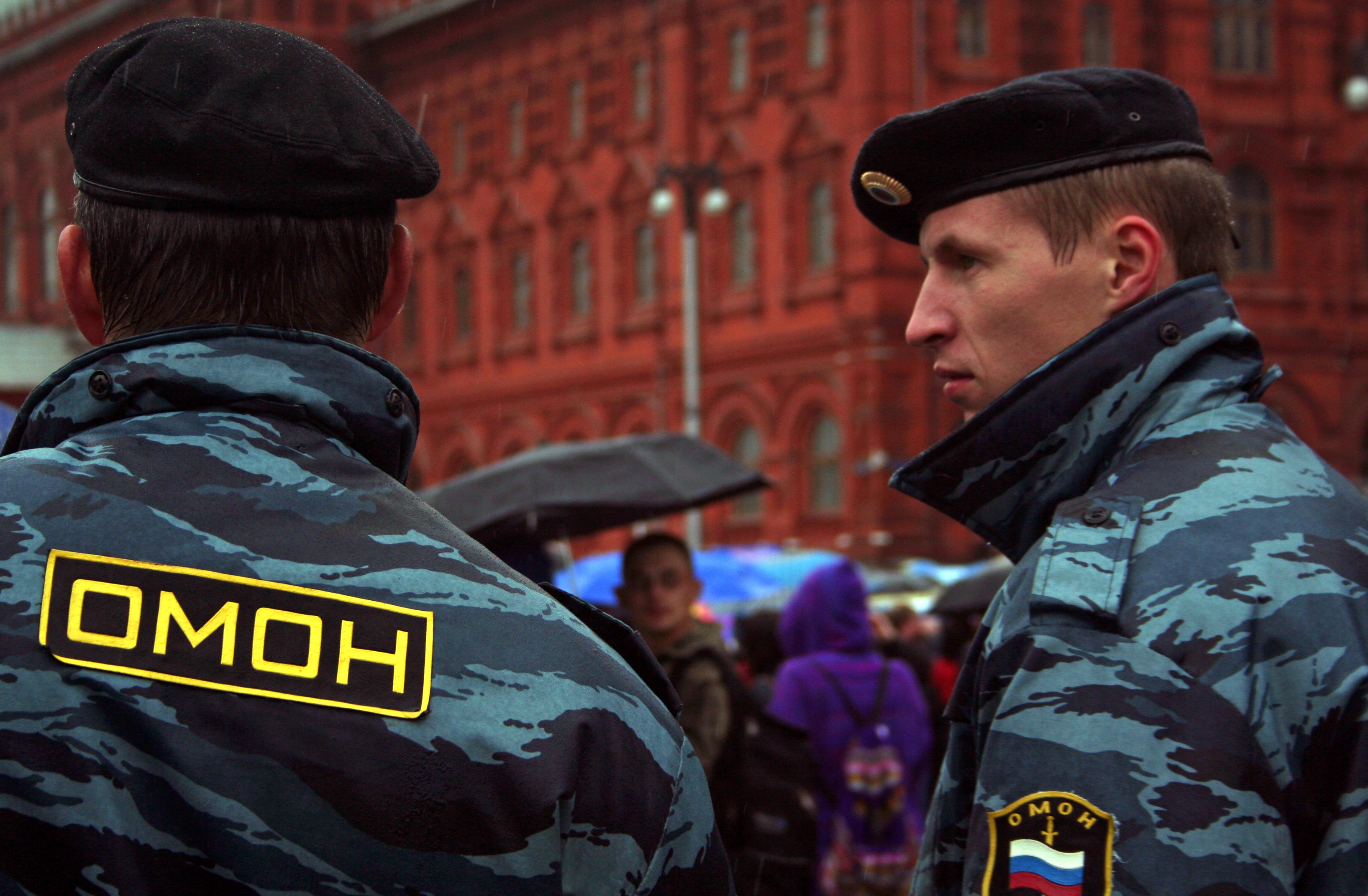
OMON-medlemmar patrullerar Röda torget i Moskva.

En OMON-soldat med blå kamouflage.

OMON (ryska: отряд мобильный особого назначения, ungefär mobila enheten för särskilda insatser; tidigare отряд милиции особого назначения; otrjad militsii osobogo naznatjenija, specialpolisgruppen), är en samlingsbenämning för ett stort antal specialavdelningar inom polisen i Ryssland underställda Inrikesministeriet (MVD).

## Uppdrag
Varje ryskt polisområde har en styrka, som sätts in vid högrisksituationer. till exempel gisslantagande, kidnappningar, ingripande mot farlig person, upplopp, terroristhot m.m. OMON grundades 1979 inför Olympiska sommarspelen 1980 i Moskva för att förhindra en liknande tragedi som den som inträffade i München 1972.

## Rekrytering och utbildning
Endast män som har utfört sin tvååriga värnplikt kan anställas vid OMON-förbanden. Mycket tid läggs ner på fysisk träning, självförsvar och övning med eldhandvapen. Efter ungefär ett års utbildning placeras tjänstemannen i en operativ enhet.

## Verksamhet
- OMON sattes in under de baltiska staternas frigörelse.
- OMON stormade den 20 januari 1991 Lettlands inrikesministerium där fem personer dog och tio skadades.
- OMON-enheter har varit involverade i ett antal operationer i Tjetjenien, både under första och andra Tjetjenienkriget.
- OMON används löpande för insatser mot droger i Centralasien.
- OMON användes under gisslandramat i Beslan, september 2004, där 344 civila dog varav 186 barn.
- OMON användes för att kontrollera en rad olika demonstrationer riktade mot Kreml-regimen under 2006.